# Mariamme I
Mariamme (w niektórych opracowaniach Mariamne), znana jako Mariamme I (ur. ok. 53 p.n.e., zm. 29/28 p.n.e.) – księżniczka żydowska z dynastii Hasmoneuszy, druga żona Heroda Wielkiego.
Była córką Aleksandra i Aleksandry, po mieczu wnuczką Arystobula II, a po kądzieli jego brata Jana Hirkana II. W 42 p.n.e. została zaręczona z Herodem Wielkim, który miał nadzieję zyskać w ten sposób przychylność zwolenników jej popularnego dziadka – Jana Hirkana II.
Mariamme i Herod pobrali się w 37 p.n.e. Z tego małżeństwa pochodziło trzech synów (Aleksander I, Arystobul I i nieznanego imienia (zmarły w dzieciństwie) oraz dwie córki: Salampsio (Salampsjo) i Kypros II. Mariamme została stracona na polecenie męża.
Po zabiciu żony Herod żałował swojego czynu. Losy Mariamme stały się podstawą szeregu dzieł literackich, m.in. dramatu Woltera zatytułowanego Mariamne.